# Canales Rojos
Canales Rojos: El Informe de Influencia Comunista en Radio y Televisión (en inglés: Red Channels: The Report of Communist Influence in Radio and Television) fue un panfleto anticomunista publicado en los Estados Unidos al inicio de la Amenaza Roja. Publicado por el diario de derechas Counterattack el 22 de junio de 1950, el panfleto nombra a 151 actores, escritores, músicos, periodistas de la difusión, y otros en el contexto de supuesta manipulación comunista de la industria del entretenimiento. A algunos de los 151 ya se les estaba negando empleo debido a sus creencias políticas, su historia o su asociación con presuntos subversivos. Canales Rojos colocó con efectividad al resto en la lista negra de la industria.

## Counterattack
En mayo de 1947, Alfred Kohlberg, importador textil de Estados Unidos y miembro ferviente del anticomunista China Lobby, financió una organización dirigida por tres exagentes del FBI llamada American Business Consultants Inc., que publicó un boletín informativo, el Counterattack. Kohlberg era también un miembro original del consejo nacional de la John Birch Society. Canales Rojos declaró que su propósito era "exponer los aspectos más importantes de la actividad comunista en Estados Unidos cada semana". Un informe especial, Canales Rojos: El Informe de Influencia Comunista en Radio y Televisión, fue publicado por Counterattack en junio de 1950.

Los tres miembros fundadores fueron: John G. Keenan, presidente de la compañía y el hombre de negocios del trío; Kenneth M. Bierly, quien más tarde se convertiría en consultor de Columbia Pictures; y Theodore C. Kirkpatrick, director de Counterattack y portavoz del grupo. Un excomandante de inteligencia del ejército, Francis J. McNamara, fue el editor de Counterattack. La introducción de Canales Rojos, con poco más de seis páginas, fue escrita por Vincent Hartnett, empleado de la agencia Phillips H. Lord, una casa de producción independiente de programas de radio y que más tarde fundaría la organización anticomunista AWARE, Inc. El tratado de 213 páginas, publicado tres años después de que el Comité de Actividades Antiestadounidenses de la Cámara comenzara a investigar la supuesta influencia del Partido Comunista en el campo del entretenimiento, afirma exponer la propagación–mediante la defensa de los derechos civiles, la libertad académica y el control de las armas nucleares– de esa influencia, en el entretenimiento de radio y televisión. Refiriéndose a la programación actual de televisión, la introducción de Canales Rojos declara que:
"Varias series dramáticas comercialmente patrocinadas se utilizan como tableros de sondeo, particularmente con referencia a las ediciones actuales en las cuales el partido está críticamente interesado: "libertad académica", "derechos civiles", "paz", la bomba H, etc. Con radios en la mayoría de los hogares estadounidenses y con aproximadamente 5 millones de televisores en uso, el Kominform y el Partido Comunista de Estados Unidos ahora se basan más en la radio y la televisión que en la prensa y el cine como cinturones para transmitir el pro sovietismo al público estadounidense."
La introducción de Canales Rojos describió cómo el Partido Comunista atrae tanto el respaldo financiero como político de aquellos en la industria del entretenimiento:
No se toma en cuenta ninguna causa que parezca estimular el apoyo entre las personas del espectáculo: se usan el derrocamiento de la dictadura franquista, la lucha contra el antisemitismo y Jimcrow, los derechos civiles, la paz mundial, la proscripción de la bomba H. Alrededor de tales pretendidos objetivos, el núcleo duro de los organizadores del Partido reúne un enjambre de "confiables" y bienintencionados "liberales", para explotar sus nombres y sus energías.
Canales Rojos sirvió de vehículo para la expansión de la lista negra de la industria del entretenimiento que negó el empleo a una multitud de artistas que consideraba amable a las causas "subversivas", intentó evitar las críticas al afirmar que el propio Partido Comunista participaba en la lista negra, velando porque "los anticomunistas articulados estén en la lista negra y manchados con esa intensidad venenosa que es solamente característica de los fascistas rojos".

## La lista deCanales Rojos
Red Channels enumeró a 151 profesionales del entretenimiento y periodismo que estaban claramente implicados entre "los fascistas rojos y sus simpatizantes" en el campo de la radiodifusión. Con cada uno de los nombres seguía una cruda lista de datos contundentes, con las fuentes de evidencia que variaban de citas del FBI y la HUAC a los artículos de periódico extraídos de la prensa convencional, hojas de comercio de la industria y publicaciones comunistas como el Daily Worker. Por ejemplo, bajo el encabezado de Burgess Meredith, identificado como Actor, Director, Productor—Teatro, Cine, Radio, Televisión, en los tres primeros de un total de siete puntos de datos se leen:

|                           | Informado como:                                     |
| Comité Estadounidense     | Signatario de la carta. Carta, 23/10/45.            |
| para Mitigación Yugoslava | Presidente, Campaña de Ropa de Invierno.            |
|                           | Membrete. 23/10/45.                                 |
| Comité por la Primera     | Signatario. Publicidad en protesta por las          |
| Enmienda                  | audiencias de Washington. Hollywood Reporter, 24/10 |
|                           | 47, p.5 Un-Am. Act. in California, 1948,            |
|                           | p.210                                               |
| Comité Coordinador        | Representante individual. House Un-Am.              |
| para levantar el          | Act. Com., Appendix 9, p.670                        |
| embargo contra el         |                                                     |
| Gobierno                  |                                                     |
| Lealista Español          |                                                     |
Jean Muir fue la primera intérprete en perder el empleo debido a una lista de Canales Rojos. En 1950, Muir fue señalada como simpatizante comunista en el panfleto, y fue retirada inmediatamente del elenco de la comedia de situación televisiva The Aldrich Family, en la cual interpretaba a la señora Aldrich. La NBC recibió entre veinte y treinta llamadas telefónicas en protesta por su presencia en el programa. General Motors, el patrocinador, dijo que no patrocinaría programas en los que "personas polémicas" fueran presentadas. Aunque la compañía más tarde recibió miles de llamadas protestando contra la decisión, esta no fue revertida.
Muchos otros artistas bien conocidos fueron nombrados, incluyendo estrellas de Hollywood tales como Edward G. Robinson y Orson Welles (quién por entonces estaba en Europa debido a problemas de impuestos), figuras literarias tales como Dorothy Parker y Lillian Hellman, y músicos tales como Pete Seeger y Leonard Bernstein. El ex-izquierdista e informante de la HUAC J. B. Matthews se adjudicó la responsabilidad de proveer los listados; también trabajaría para el senador de Estados Unidos por Wisconsin Joseph McCarthy. En 1951, aquellos identificados en Canales Rojos estaban en la lista negra de muchas o todas las industrias cinematográficas y de radiodifusión, a menos que limpiaran sus nombres, el requisito habitual era que testificaran y diesen nombres ante el Comité de Actividades Antiestadounidenses (HUAC), cosa que la inmensa mayoría se negó a hacer.
El actor Joe Julian presentó una demanda por difamación contra Canales Rojos, quien la acusó de ser responsable de que sus ingresos se desplomaran de 18.000 dólares el año en que fue publicada a apenas 1500 dólares tres años más tarde. El caso fue desestimado sobre la base de la solicitud del panfleto en no hacer declaraciones abiertas sobre individuos específicos y su breve renuncia: "En la selección del personal, deben usarse todas las garantías para proteger a los verdaderos liberales de ser etiquetados injustamente".
La personalidad de la CBS Radio John Henry Faulk también los demandó. Faulk era un blanco preferido de Hartnett, que se proclamó orgulloso como coautor de Canales Rojos. En 1953, Hartnett puso en marcha AWARE, Inc., una organización anticomunista con su propio boletín centrado en la industria del entretenimiento. El boletín decía que en los años cuarenta, Faulk patrocinó una manifestación de paz procomunista, actuó en clubes pro-comunistas, apareció en actividades del frente comunista, y dirigió un evento "Spotlight on Henry Wallace" en "la escuela oficial de entrenamiento de la conspiración comunista en Nueva York" (p.232). CBS despidió a Faulk poco más de un año después desde que presentara su demanda. En 1962, un jurado concedió a Faulk 3,5 millones de dólares por daños y perjuicios. Aunque la compensación se redujo más tarde, el veredicto marcó el final efectivo de la era de la lista negra.